# Papiro 119

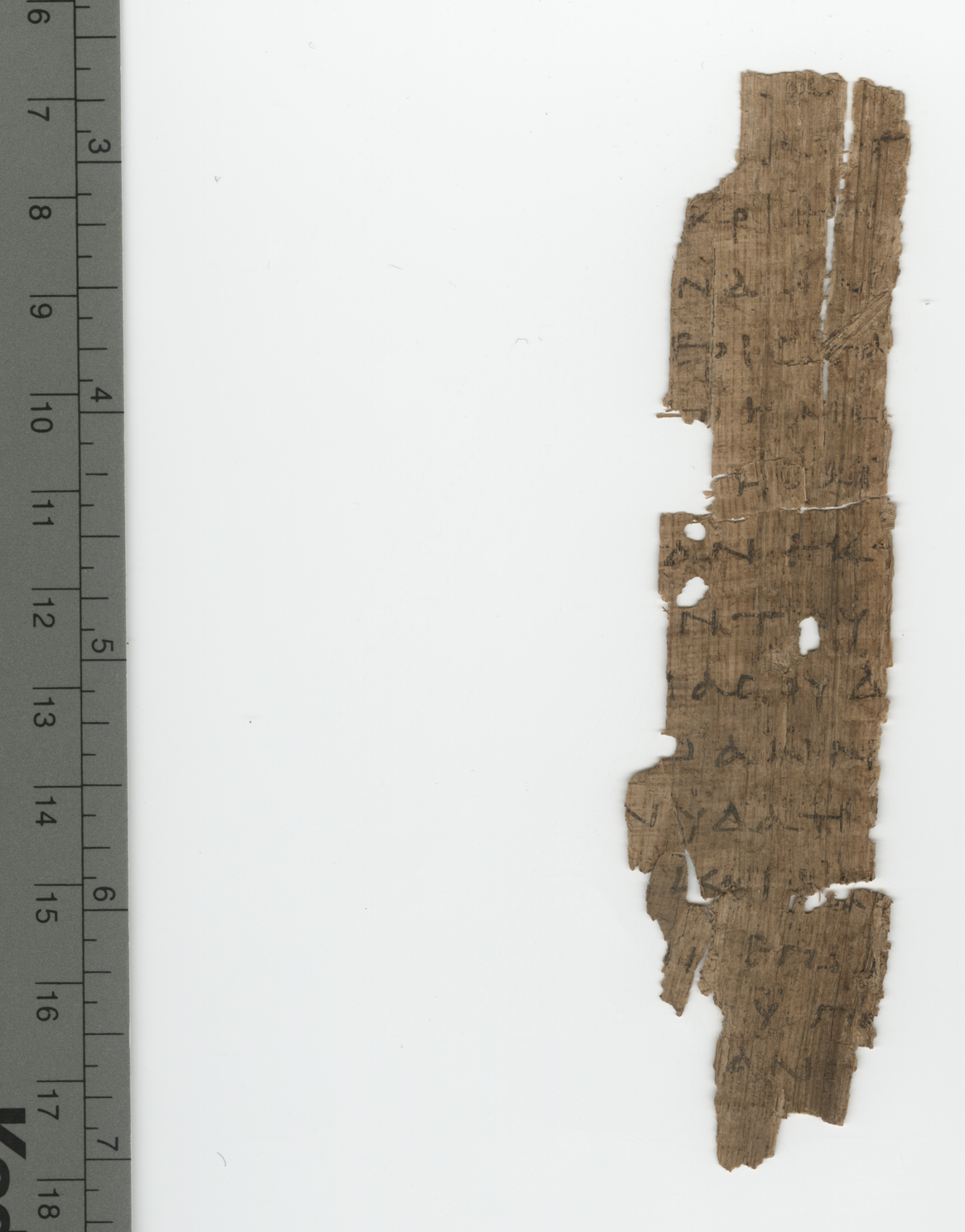
Papiro 119.

El Papiro 119 (en la numeración Gregory-Aland) designado como {\displaystyle {\mathfrak {P}}}119, es una copia antigua de una parte del Nuevo Testamento en griego, encontrado con los Papiros de Oxirrinco. Es un manuscrito en papiro del Evangelio de Juan y contiene la parte de Juan 1:21-28,38-44. Ha sido asignado paleográficamente al siglo III.
El texto griego de este códice es un representante del Tipo textual alejandrino, también conocido neutral o egipcio. Aún no ha sido relacionado con una Categoría de los manuscritos del Nuevo Testamento.
Este documento se encuentra en el Museo Ashmolean (Ashmolean Museum of Art and Archaeology) (P. Oxy. 4803), en Oxford.

### Lectura recomendada
- R. Hatzilambrou, P. J. Parsons, J. Chapa, The Oxyrhynchus Papyri LXXI (Londres: 2007), pp. 2–6.